# GlaxoSmithKline Biologicals Dresden
GlaxoSmithKline Biologicals Dresden (GSK Bio Dresden) ist eine Niederlassung der Münchner SmithKline Beecham Pharma GmbH & Co. und gehört im Konzern GlaxoSmithKline zum für Impfstoffe zuständigen Unternehmensbereich GSK Biologicals (GSK Bio). Das 1911 in Dresden gegründete Unternehmen war bis 2008 unter dem Namen Sächsisches Serumwerk Dresden (SSW Dresden) bekannt und stellt Grippeimpfstoff her.

## Geschichte und Entwicklung

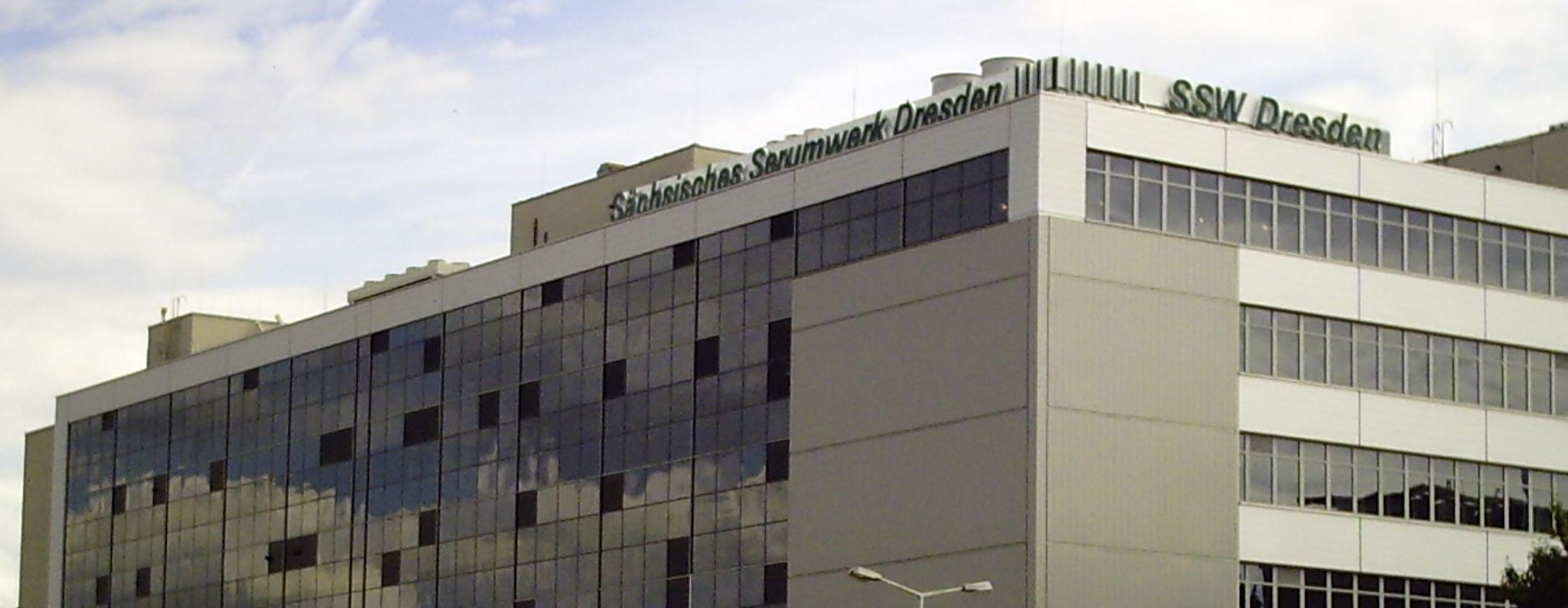
SSW Dresden 2007

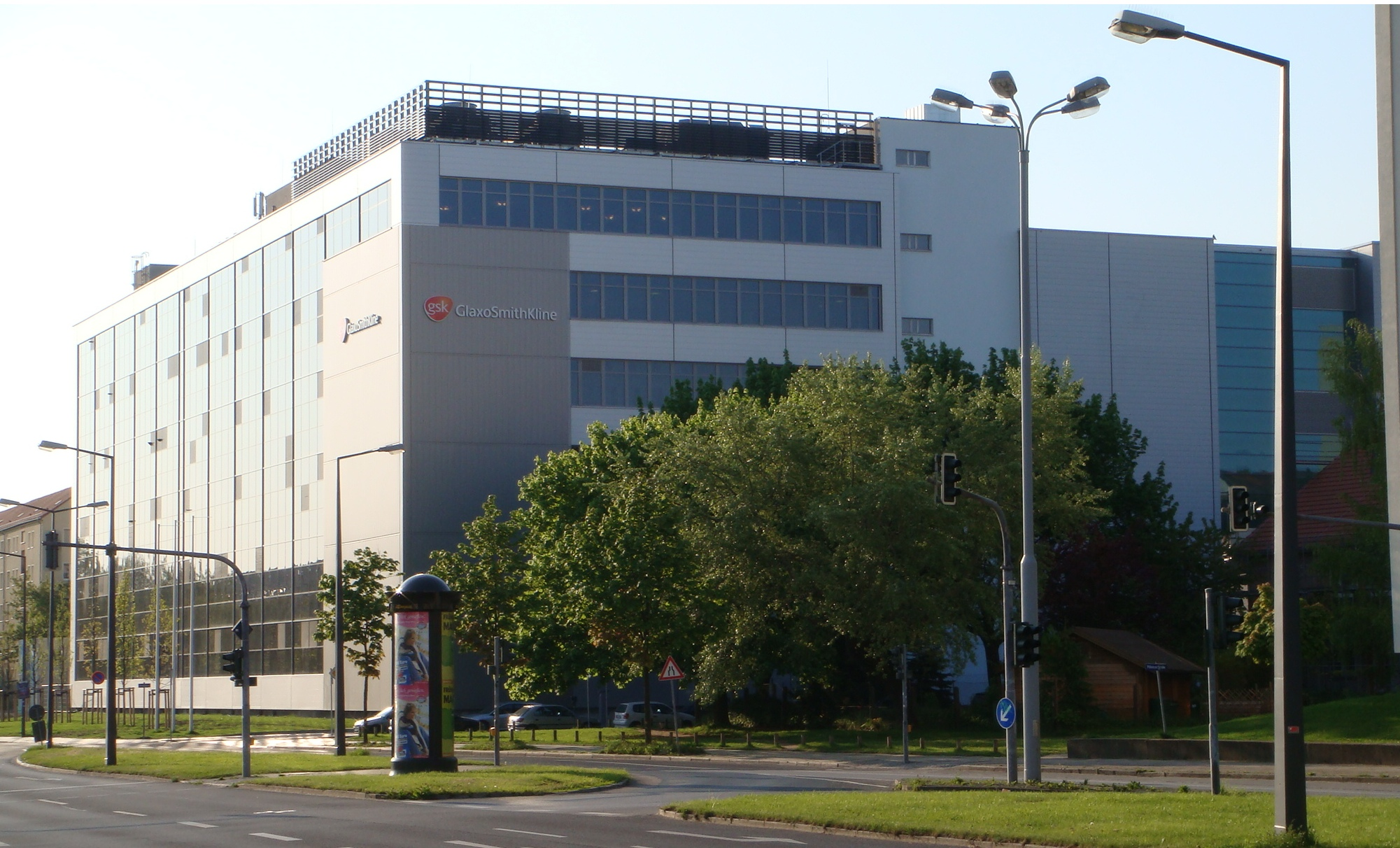
GSK Bio Dresden 2009

GlaxoSmithKline Biologicals Dresden gehört neben den Arzneimittelwerken Dresden zu den Traditionsunternehmen der Pharmaindustrie in Sachsen und wurde 1911 als Sächsisches Serumwerk und Institut für Bakteriotherapie von Karl August Lingner in der Innenstadt von Dresden gegründet. Schon in den 1920er Jahren gehörte es, bekannt als Sächsisches Serumwerk Dresden, zu den bedeutendsten Sera- und Impfstoffproduzenten im deutschsprachigen Raum. In den dreißiger Jahren kam das Zweigwerk Oelzschau hinzu mit einem großen Tierbestand für die Serumproduktion.
Um 1936 wurden 90 verschiedene Impfstoffe, antitoxische Seren, Arzneimittel und diagnostische Tests hergestellt: U. a.
- Diphtherie-Serum
- Tetanus-Serum
- Gasoedem-Serum
- Milzbrand-Serum
- Rotlauf-Adsorbat-Vaccine
- Botulinum-Serum
- Tetanus-Impfstoff
- Diphtherie-Impfstoff
- Diphtherie-Tetanus-Impfstoff
- Diphtherie-Tetanus-Pertussis-Impfstoff

Seit 1975 gehört Grippeimpfstoff ins Portfolio.
1992 wurde das Werk von der Treuhand an den britischen Konzern SmithKline Beecham verkauft, nachdem es zu DDR-Zeiten relativ spät 1972 verstaatlicht worden war. Im Jahr 2000 fusionierte SmithKline Beecham mit Glaxo Wellcome und der entstandene Konzern GlaxoSmithKline plc. übernahm den Standort.
Im Jahre 2002 wurde ein Grippeimpfstoff zum Patent angemeldet.
Im Sommer 2005 beschloss der Konzern, etwa 100 Millionen Euro in das Werk zu investieren, um die derzeitige Kapazität von 30 Millionen Impfdosen Grippeimpfstoff bis 2009 verdoppeln zu können und 170 Arbeitsplätze zu schaffen. Der Neubau muss unter anderem auch die strengen Anforderungen der FDA erfüllen, um für den US-Markt produzieren zu können.

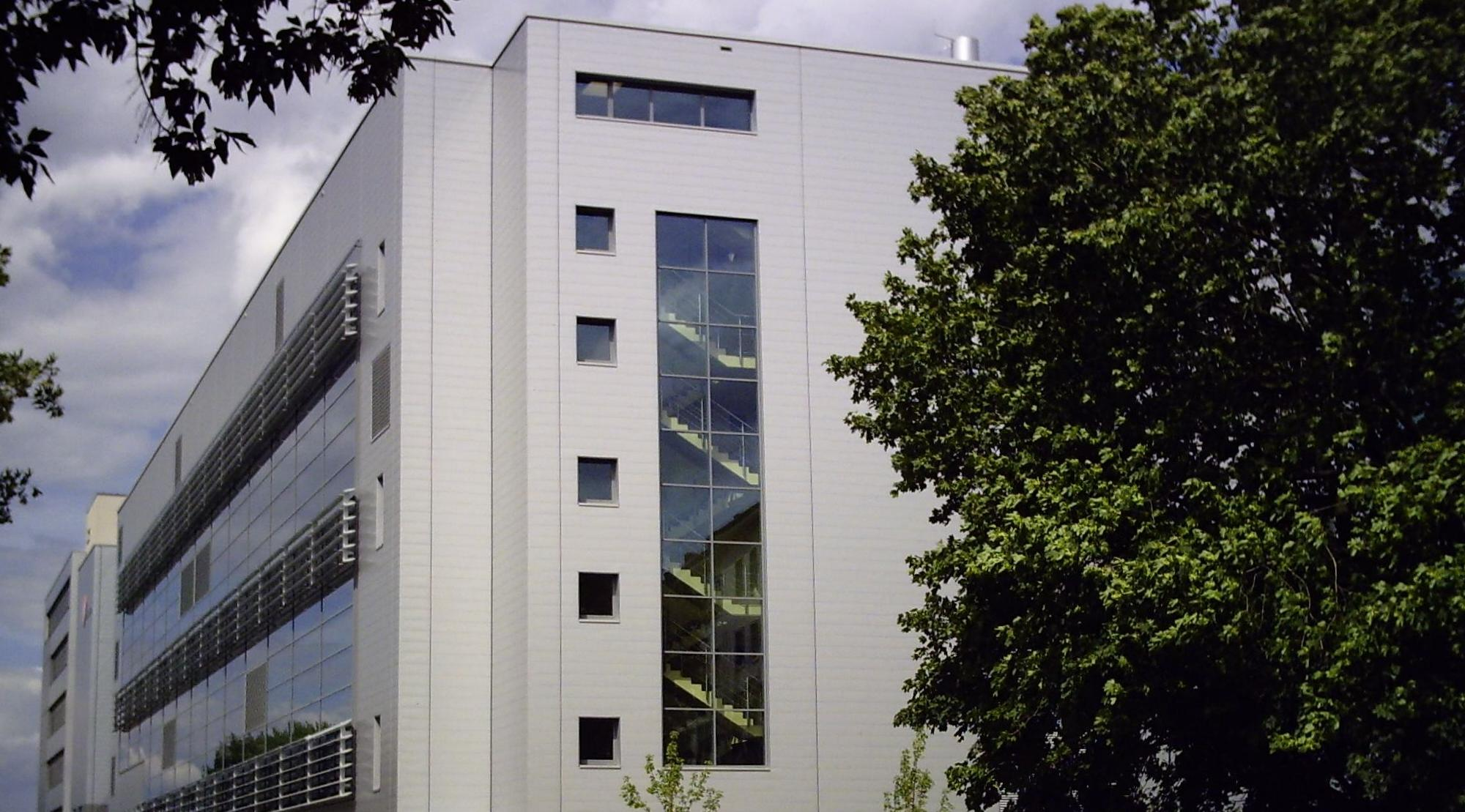
2005–2007 neu erbauter Gebäudeteil des SSW Dresden

Bereits Ende 2007 wurden die neuen Gebäude von Ministerpräsident Georg Milbradt eingeweiht und Anfang 2008 der Routinebetrieb aufgenommen. In der Hauptproduktionszeit arbeiten nun ca. 700 Mitarbeiter in drei Schichten an der Impfstoffherstellung. Jährlich werden auf diese Weise etwa 70 Millionen (von insgesamt weltweit produzierten 500 Millionen) Impfdosen des saisonalen Grippeimpfstoffes hergestellt.
2008 wurde der lange Zeit getragene Name Sächsisches Serumwerk Dresden abgelegt und an den Mutterkonzern GSK angepasst. Die offizielle Bezeichnung des Standorts lautet nun GlaxoSmithKline Biologicals Dresden (GSK Bio Dresden).
Gegenüber dem historischen Standort an der Pillnitzer Straße in der Pirnaischen Vorstadt hatte das Unternehmen 2009 geplant, ab 2012 für mehr als 100 Millionen Euro eine zusätzliche Produktionsstätte zu bauen und weitere 100 Arbeitsplätze zu schaffen. Aufgrund der Innenstadtlage müsste der Pharmakonzern strenge Auflagen in Bezug auf Sicherheit, Lärmschutz und Hochwasserschutz erfüllen. So dürfte beispielsweise im Erdgeschoss der Fabrik nichts produziert werden. In dem Werk sollte eine neue Generation von Grippe-Impfstoffen hergestellt werden. 2014 sagte GlaxoSmithKline die Verwirklichung des Bauprojekts sei fraglich, da wegen sinkender Absatzzahlen die wirtschaftliche Grundlage für diese Investition fehle.

## Produktion

### Überblick Produktion
Früher wurden verschiedenste pharmazeutische Produkte im Werk hergestellt, so waren es 1936 90 Impfstoffe, antitoxische Seren, Arzneimittel und diagnostische Tests. Im Auftrag von SmithKline Beecham wurde z. B. das Leber- und Gallemittel Cholecysmon (etwa von der Südmedica GmbH in München) gefertigt, heute (2009) von Riemser Arzneimittel AG.
Seit 1990 (Wendezeit, Ende der DDR) konzentriert sich die Produktion immer mehr auf Grippeimpfstoffe, deren Entwicklung und Verbesserung auch weiter vorangetrieben wird (z. B. konservierungsmittelfreies Herstellungsverfahren seit 2003). Des Weiteren werden für den Mutterkonzern auch andere Flüssigimpfstoffe (im Gegensatz zu gefriergetrockneten Impfstoffen) konfektioniert und ausgeliefert, z. B. Havrix Hepatitis-A-Impfstoff.

### Saisonaler Grippeimpfstoff
Bei GSK Bio Dresden wird seit 1975 Impfstoff gegen die Influenza (echte Grippe) hergestellt, seit 2003 auch konservierungsmittelfrei. Da Grippeviren sich ständig verändern, wird der Impfstoff jeweils für die kommende Grippesaison, also die nächste Winterzeit, angepasst hergestellt. Da Winter auf Nord- und Südhalbkugel zu verschiedenen Zeiten ist, wird für zwei Grippesaisons vorgesorgt: für den kommenden Winter der Nordhalbkugel wird im Frühling/Sommer produziert. Für den kommenden Winter der Länder der Südhalbkugel wird im Herbst/Winter der Impfstoff hergestellt.
Die WHO gibt Empfehlungen für die Zusammensetzung des Impfstoffs für jede Saison halbjährlich heraus. Es werden jeweils vier Virusarten (Subtypen) von zwei Virusgattungen (Typ A und B) ausgewählt, die häufig beim Menschen Infektionen auslösen. Da diese vier Arten sich in einem Impfstoff befinden, nennt man diesen auch tetravalent oder quadrivalent.
Zur Herstellung des Impfstoffs werden die Viren vermehrt und aufbereitet. Der fertige Impfstoff wird dann in Fertigspritzen oder Ampullen abgefüllt und verpackt. Da die Zusammensetzung von Saison zu Saison variiert, muss jedes Mal ein Zulassungsverfahren (in Deutschland beim Paul-Ehrlich-Institut (PEI)) mit klinischen Prüfungen durchlaufen werden, damit der Impfstoff verkauft und angewendet werden darf.
In Deutschland wird der Grippeimpfstoff von GSK Bio Dresden unter dem Handelsnamen Influsplit tetra vertrieben. Außerhalb Deutschlands wird der Impfstoff unter dem Handelsnamen Fluarix und in einigen Ländern, z. B. Belgien, unter dem Handelsnamen Alpharix bzw. alpha-Rix vertrieben. Da der Impfstoff saisonal verschieden zusammengesetzt ist, wird dem Handelsnamen die jeweilige Saison angefügt, z. B. Influsplit SSW 2006/2007 oder auch Saison und Kürzel für Nord-/Südhalbkugel: Fluarix SH 2008 (SH = Südliche Hemisphäre, NH = Nördliche Hemisphäre).
Ein kanadisches Tochterunternehmen von GSK Bio stellt ebenfalls Grippeimpfstoff her und vertreibt ihn unter dem Handelsnamen Fluviral seit 2005 in Kanada und unter dem Handelsnamen FluLaval seit Oktober 2006 in den USA.

### (Prä-)pandemischer Grippeimpfstoff
Da in diesen Grippeimpfstoffen nur ein Virussubtyp enthalten ist, handelt es sich um monovalente Impfstoffe, im Vergleich zum trivalenten Impfstoff gegen die saisonale Grippe. Die (prä-)pandemischen Impfstoffe sollen als prophylaktische Maßnahme beim Auftreten einer Grippepandemie bzw. schon im Vorfeld angewandt werden.
Im März 2007 erhielt das Unternehmen die europäische Zulassung zur Herstellung eines pandemischen Impfstoffs unter dem Handelsnamen Daronrix. Dieser durfte im Pandemiefall (Phase 6) verabreicht werden. Luxemburg und Schweiz kauften den Impfstoff vom Virussubtyp H5N1 vorsorglich, da man aufgrund der gerade aufgetretenen Vogelgrippe H5N1 eine Pandemie befürchten konnte. Daronrix ist nicht mehr zugelassen, weil es nicht vermarktet wurde.
Der erste präpandemische Impfstoff erhielt im Mai 2008 die Zulassung. Ebenfalls mit dem damals aktuellen Subtyp Influenza-A-Virus H5N1 hergestellt, kann Prepandrix im Fall einer von Mensch zu Mensch übertragbaren Vogelgrippe H5N1 auch schon vor Ausruf der Pandemie durch die WHO (vor Phase 6) angewendet werden. Es soll damit eine erste Immunisierung mit dem verwendeten Virussubtyp erreicht werden, solange bis der Impfstoff mit dem tatsächlich pandemieauslösenden Virussubtyp zur Verfügung steht. Dafür wurde zur Beschleunigung des Herstellungs- und Zulassungsverfahrens ebenfalls im Mai 2008 ein „Prototyp-Impfstoff“ (auch Mock-up-File genannt) unter dem Namen Pandemrix mit dem Virussubtyp H5N1 zugelassen. Mit diesem Prototyp kann z. B. auch ein H1N1-Impfstoff hergestellt und zugelassen werden.
Seit Mai 2009 wurden Vorbereitungen für die Produktion eines pandemischen Impfstoffes gegen die Ausbreitung der Influenza-Pandemie 2009 („Schweinegrippe“) vom Virussubtyp A/H1N1 getroffen.